# Včera a zítra
Včera a zítra (1910, Hier et demain) je sbírka povídek a novel francouzského spisovatele Julese Verna, kterou uspořádal po autorově smrti jeho syn Michel a která je někdy vydávána v rámci Vernova cyklu Podivuhodné cesty (Les Voyages extraordinaires). Vernovo autorství je však dosti problematické. Některé povídky napsal ve skutečnosti jeho syn a i do těch, které původně napsal on, provedl Michel své vlastní úpravy.

## Obsah knihy
Kniha se skládá z těchto povídek a novel:
- Rodina krysáků (La famille Raton),
- Pan Dis a slečna Es (Monsieur Ré-Dieze et Mademoiselle Mi-Bémol),
- Osud Jeana Morénase (La Destinée de Jean Morénas),
- Humbuk (Le Humbug),
- Ve XXIX. století (Den amerického novináře v roce 2889) (Au XXIXe siecle. La journée d’un journaliste américain en 2889),
- Věčný Adam (L’Éternel Adam).

### Rodina Krysáků

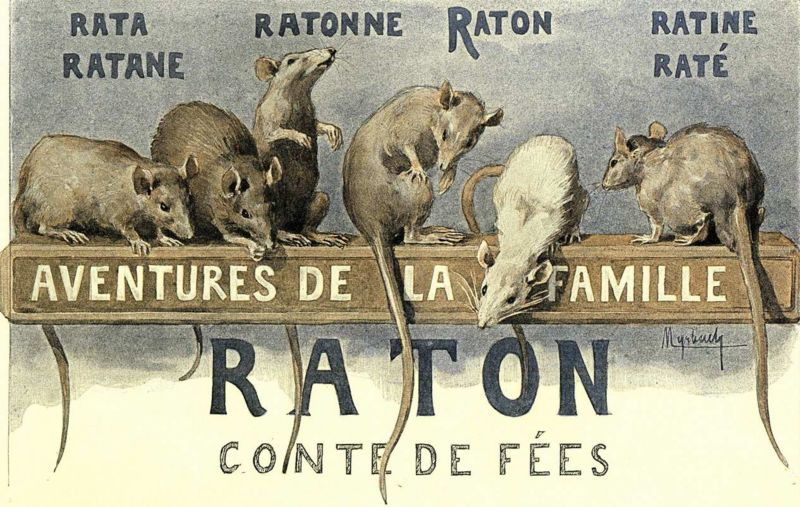
La famille Raton, původní ilustrace Féliciena de Myrbacha (1853–?).

Rodina krysáků (La famille Raton) vyšla poprvé v pařížském listu Le Figaro illustré roku 1891 pod názvem Aventures de la famille Raton (Dobrodružství rodiny Krysáků). Jedná se o pohádku s lehce satirickým zaměřením na současnou „lepší“ společnost. Pro vydání ve sbírce Včera a zítra Michel Verne text částečně upravil a dal pohádce kratší název.
Příběh se odehrává v dávných dobách víl a kouzelníků, kdy ještě zvířata mluvila jako lidé, a kdy všichni živí tvorové museli postoupit po všech stupních tehdy existujícího vývojového žebříčku, než dosáhli posledního a zařadili se mezi lidi. Takový tvor „se tedy narodil jako měkkýš, pak se stal rybou, potom ptákem, čtvernožcem a nakonec mužem nebo ženou“. Ale mohlo se stát, že do tohoto vývoje zasáhl svými kouzly zlý čaroděj a otočil ho. Tak tomu bylo i u rodiny Krysáků, která se skládala z otce Krysáka, matky Krysky, dcery Krysinky a bratrance Nedokrysa. Do Krysinky se zamiloval zpupný princ Kissador, ale ta milovala krásného Krysína. Kissador využil pomoci zlého kouzelníka Gardafura, který celou rodinu proměnil ve škeble, aby se Kissador mohl Krysinky zmocnit. Za pomoci dobré víly Firmenty však nakonec vše dobře dopadlo. Ze škeblí se stali lidé, kromě otce Krysáka, který musel zůstat Krysou, protože trpěl dnou a nemohl se proměnit, což mu ale příliš nevadilo, protože byl filozofem. Krysín si za perlu, kterou našel v Krysinčině škebli koupil titul knížete a šťastně se s Krysinkou oženil. A zlý Gardafur udělal omylem z prince Kissidura ohyzdného šimpanze, který jej za to vlastnoručně uškrtil.

### Pan Dis a slečna Es

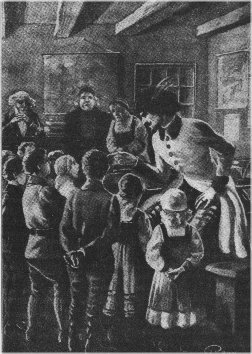
Pan Dis a slečna Es, původní ilustrace Georga Rouxe.

Pan Dis a slečna Es (Monsieur Ré-Dieze et Mademoiselle Mi-Bémol) je vánoční povídka Julese Verna, která prvně vyšla ve vánočním čísle pařížském listu Le Figaro illustré roku 1893. Pro vydání ve sbírce Včera a zítra Michel Verne text částečně upravil.
Příběh, ve kterém poštmistr Josef Müller z malé švýcarské vesničky Kalfermatt ležící nedaleko od Bodamského jezera na úpatí Appenzellských hor, vysvětluje proč mu přezdívají Dis a jeho manželce Betty Es, se odehrává v době, kdy byl ještě malý chlapec. Tehdy vznikl jednoho dne ve vesničce velký problém. Starý místní varhaník Eglisak zcela ohluchl, takže neměl kdo hrát v místním kostele na varhany při mších. Po několika však zavítal do vesnice mistr Effarányi, původem Maďar, který byl nejen hudebníkem, ale zároveň i ladičem a opravářem varhan. Jeho příchod uvítal zejména místní farář, neboť se blížily Vánoce. Effarányi provedl na varhanách drobné úpravy a navrhl instalaci svého vynálezu, rejstříku dětských hlasů. Instalace se mu však, ostatně jako všude jinde, nepodařila. Snažil se proto rejstřík vytvořit tak, že vybral šestnáct vesnických dětí, z nichž každé mělo na jeho pokyn na vánoční mši vydávat jeden jemu určený tón. Josefovi Müllerovi určil notu dis a jeho kamarádce, dívence Betty Clérové es. Před mší se zdál Josefovi strašidelný sen, že je spolu s ostatními dětmi uvězněn Effarányim ve varhanách a všichni musí věčně vydávat svůj tón. Se strachem očekával mši, ale Effarányi se do kostela nedostavil. Zklamaný tím, že se mu nepodařilo instalovat svůj dětský rejstřík, ještě před mší z vesnice odešel. Josef, zvaný od té doby pan Dis, se pak po deseti letech se slečnou Betty Es oženil.

### Osud Jeana Morénase

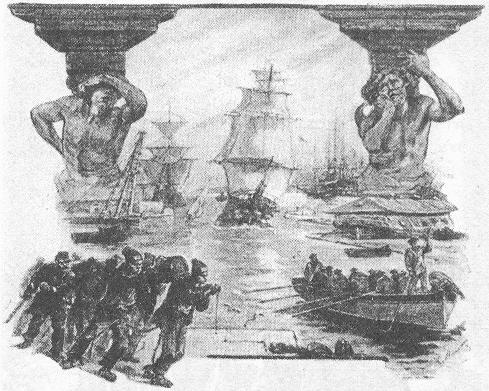
Osud Jeana Morénase, původní ilustrace Léona Benetta.

Novelu s kriminálním námětem Osud Jeana Morénase (La Destinée de Jean Morénas) napsal Michel Verne podle novely Pierre-Jean, kterou nalezl v rukopisné pozůstalosti svého otce.
Truhlář Jean Morenas je odsouzen na dvacet let na galeje za vraždu svého strýce, hostinského Tisseranda, jehož schovanku Marguerite tajně miluje. Z vraždy ho usvědčí slova, která Tisserand ještě stačil těsně před svou smrtí napsat na kus papíru: „Byl to můj synovec, kdo…“. Jean je však nevinen, vraždu ve skutečnosti spáchal jeho několik let nezvěstný bratr Pierre, který se zcela bez prostředků vrátil v noci do rodné vesnice. Když mu jeho strýc odmítl dát peníze, ve vzteku jej smrtelně zranil a nikým nezpozorován opět uprchl.
Zatímco si Jean odpykává na galejích trest, vrátí se Pierre domů a po nějaké době se ožení právě s Marguerite. Trápí jej však svědomí, že za jeho zločin trpí jeho nevinný bratr. Pomůže mu v přestrojení uprchnout a zařídí mu cestu lodí do Chile. Jean, který neví nic o návratu svého bratra a o jeho svatbě s Marguerite, se však vydá do rodné vesnice, aby Marguerite konečně řekl, že jí miluje. Doufá, že jí dokáže svou nevinu a že Marguerite odjede do Jižní Ameriky s ním. V noci vnikne do hostince a ukryje se ve velikém krbu, kde jej nemůže nikdo najít. Tu je ke svému zděšení svědkem toho, jak jeho bratr škrtí nějakého muže a snaží se zmocnit jeho peněz. Hluk zápasu probudí Marguerite a její dvě děti a také vzbudí pozornost sousedů. Místní notář, kterého se Pierre snažil zabít, není mrtev, ale útočníka nepoznal. Jean, který rázem vše pochopí, si také uvědomí, že jeho bratr bude zcela jistě odsouzen na galeje, což Marguerite uvrhne i dětmi do zoufalství. Jeho láska k ní je tak silná, že vystoupí z krbu a vezme bratrův zločin na sebe.

### Humbuk

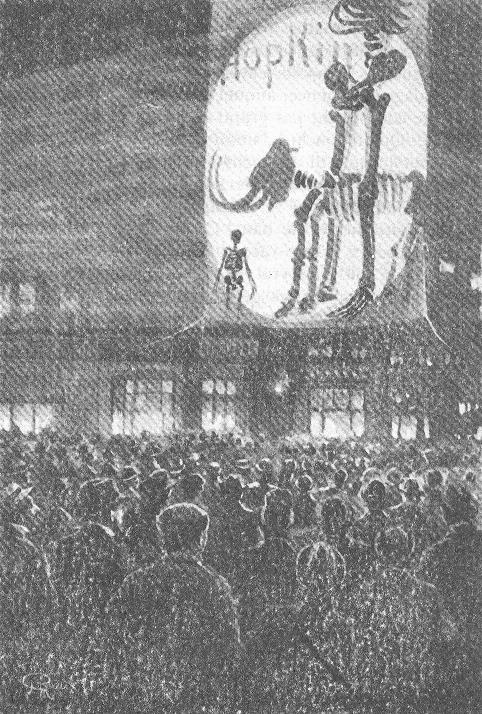
Humbuk, původní ilustrace Georga Rouxe.

Rukopis satirické povídky Humbuk (Le Humbug), zesměšňující mravy amerických podnikatelů pochází z roku 1867. Pro vydání ve sbírce Včera a zítra Michel Verne text z otcovy pozůstalosti částečně upravil.
Příběh se odehrává roku 1865 ve městě Albany v New Yorku a popisuje neustálý rozruch, který kolem sebe vytváří podnikatel August Hopkins. Humbuk kolem údajné kostry čtyřicetimetrového předchůdce člověka, která je nalezena na jeho staveništi, mu nakonec přinese slušné bohatství, protože Američané jeho agresivní reklamě snadno podlehnou. Verne končí svou satiru úvahou, že „budoucnost umělců bez talentu, zpěváků bez hlasivek a tanečníků bez pružnosti by byla dosti žalostná, kdyby Kryštof Kolumbus neobjevil Ameriku“.

### Ve XXIX.století (Den amerického novináře vroce2889)

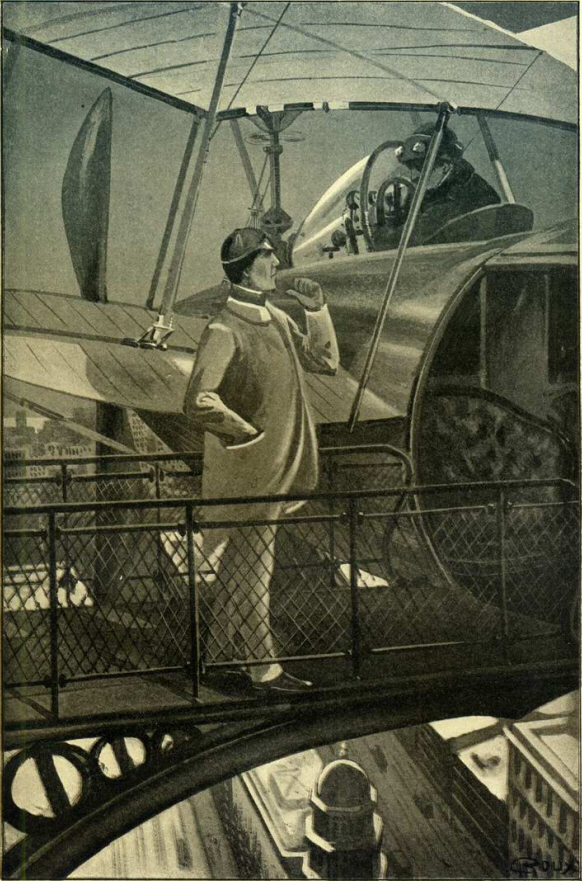
Ve XXIX. století, původní ilustrace Georga Rouxe.

Vědeckofantastickou povídku Den amerického novináře v roce 2889 (La journée d'un journaliste américain en 2889) napsal Michel Verne podle původního náčrtu svého otce a prvně jí vydal v anglickém překladu s názvem In the Year 2889 roku 1889 v listě The Forum v New Yorku. Pro vydání ve sbírce Včera a zítra opatřil Michel povídku novým názvem Ve XXIX. století (Au XXIXe siecle).
Povídka líčí jeden den života Francise Benetta, ředitele a majitele novin XXIX. století Earth Herald. Spíše než o příběh jde však o popis nejrůznějších technických vynálezů a vymožeností budoucnosti. Jde o dobu, kdy díky vynálezu akumulátorů, které kondenzovaly energii ze slunečních paprsků, z nitra Země a z vodních a větrných toků, získalo lidstvo neomezený zdroj elektrické energie.
Zároveň se však lidstvo potýká s problémem přelidnění, a to zejména v Číně. Ostatní národy se obávají, že Číňané zahájí dobyvačnou válku, aby získali nová území pro rostoucí obyvatelstvo. Tato válka by musela být jistě strašlivá, protože nepoučitelné lidstvo má k dispozici takové zbraně jako jsou elektrické jiskry (výboje elektřiny dlouhé pětatřicet kilometrů, schopné pobít jednou ranou armádní sbor), plynové granáty a také bakteriologické granáty plněné mikroby moru, cholery a žluté zimnice, které jsou schopny vyhubit celý národ během několika hodin. Proto Francis Benett, muž s velkým politickým vlivem, navrhne drastický projekt regulace porodnosti: je třeba stanovit horní hranici počtu dětí, již nelze pod trestem smrti překročit. „Jedno dítě navíc? O jednoho otce méně!“ prohlásí doslova.
Samotné noviny Earth Herald jsou jakousi stálou audiovizuální službou. Ve zpravodajské redakci listu pracuje patnáct set reportérů vybavených tzv. fonotelefotem kteří dodávají dnem i nocí zpravodajství předplatitelům. V redakčním týmu pracuje i deset astronomických reportérů, kteří jsou ve fototelegrafním spojení s planetami naší Sluneční soustavy, s Merkurem, Venuší a Marsem, kde jsou však velice rozhárané politické poměry, protože v Ústřední říši probíhá revoluce liberálních reakcionářů proti konzervativním republikánům. Jen s Jupiterem se spojení nedaří, protože signálům jeho obyvatel zatím nikdo nerozumí.
Earth Herald má rovněž svou vědeckou redakci, která je zodpovědná za zlepšování technické výbavy listu a která se na příkaz Francise Benetta zabývá problémem posunutí Měsíce kolem jeho osy tak, aby byla jeho doposud odvrácená strana stranou přivrácenou. Pro zpracování složitého účetnictví listu je použit elektrický piano-počítač, na kterém se pracuje pomocí dotyků klávesnice.
Pro ranní toaletu má Francis Benett k dispozici tzv. mechanický oblékač, do kterého se vchází přímo z postele. Přístroj člověka umyje, učeše a pak obleče i obuje, a dokonce dopraví na práh pracovny, kterou má Francis Benett doma. Fonotelefot Benett využívá i při stolování, neboť díky velkému telefotickému zrcadlu lze pozvat ke stolu kohokoliv kdekoliv na světě. Tak může Benett poobědvat ve společnosti své ženy, která odjela do divadla v Paříži. O stravu se stará Společnost pro zásobování domácnosti. Její služby jsou drahé, ale kvalitní. Na jídelníčku má tisíce druhů jídel, která jsou rozesílána zákazníkům pneumatickými trubicemi.
K cestování je možno používat zdokonalené létající stroje (aerovlaky, aerovozy a aerodrožky). Na trati Evropa–Amerika však většina cestujících dává přednost pneumatické podmořské rychlodráze, protože cesta pod Atlantikem trvá jen čtyři hodiny a deset minut, kdežto letecká doprava je pomalejší (aerovlaky létají jen rychlostí 1000 kilometrů za hodinu).
Benett financuje celou řadu nákladných podniků, jako je např. přestěhování města Saaf. Město, ležící dvacet kilometrů od moře, chce Benett naložit jako jediný blok na koleje a dopravit na mořský břeh a zde z něho udělat přímořské letovisko, čímž by prudce vzrostla cena jeho pozemků.
Jediné, co se lidstvu ve 29. století ještě nedaří, je hibernace. Oživovací operace sto let zmrazeného doktor Faithburna, přenášené fonotelefotem, je neúspěšná. Benett o nepodařeném pokusu soudí, že vynález bude nutno ještě „poněkud vylepšit“.

### Věčný Adam

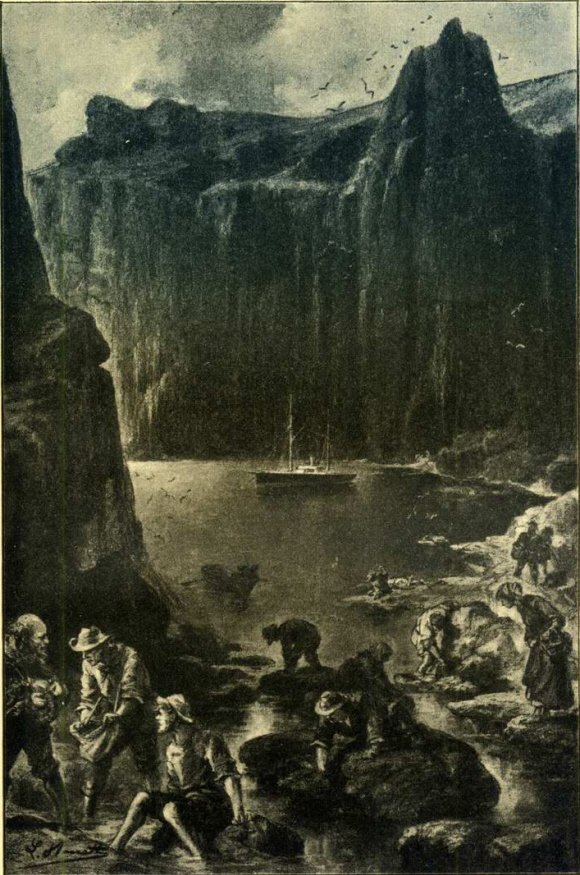
Věčný Adam, původní ilustrace Léona Benetta.

Autorem vědeckofantastické povídky Věčný Adam (L’Éternel Adam) je Michel Verne, který jí napsal na základě povídky Edom z otcovy pozůstalosti (o tomto textu vedou odborníci na Vernovo dílo spory, zda jej napsal Jules Verne nebo jeho syn). Poprvé povídka vyšla roku 1910 v listu La Revue de Paris a v tom samém roce jí Michel zařadil do sbírky Včera a zítra.
Děj povídky se odehrává ve vzdálené budoucnosti na kontinentu Mahart-Iten-Schu (Země čtyř moří). Je to jediný kontinent v budoucnosti planety Země. Rozkládá se mezi 4. stupněm východní délky a 72. stupněm západní délky a 54. stupněm severní šířky a 55. stupněm jižní šířky. Na severu je omýván mořem Tubélonským, na jihu Ehonským, na východě Sponským a na západě Méronským. Osm tisíc let dějin kontinentu je možné rozdělit na čtyři období, z nichž teprve druhé lze charakterizovat jako historické. Tato dvě období jsou plná bojů a válek nejprve mezi jednotlivci, pak rodinami a nakonec kmeny. Třetí období trvalo šest set let a bylo opět obdobím válek, ale teď již mezi třemi velkými národy, Lidmi s rudými tvářemi, Lidmi ze sněžných zemí a Lidmi nehybné hvězdy. Toto období skončilo tím, že se lidstvo na kontinentu nakonec spojilo do jednoho císařství Hars-Iten-Schu (Říše čtyř moří) s hlavním městem Basidrou, a konečně zavládl mír. Co bylo před prvním nehistorickým obdobím dějin nikdo nevěděl. O původu lidstva se vyprávěli jen báje v nichž vystupoval první muž jménem Hedom a první žena Hiva.
Období míru trvalo již dvě stě let, když vědec jménem Zartog Sofr-Air-Sr objevil ve výkopu základů své nové laboratoře pouzdro z neznámého kovu se svitkem listů pokrytých neznámým písmem. Dlouhé roky trvalo, než se Sofrovi podařilo rukopis přečíst a přeložit. Vyplývalo z něj, že v dávné minulosti, datované jako noc z 24. na 25. května 2***, zmizely naráz všechny existující kontinenty planety Země i s jejich obyvatelstvem pod hladinou oceánů. Katastrofu přežila jen hrstka lidí na skalisku, které zbylo na místě mexického města Rosaria, ležícího na pobřeží Tichého oceánu. Když už byla situace nešťastníků bez vody a jídla naprosto zoufalá a několik jich i zemřelo, zachránila je loď Virginia. Po osmi měsících marného hledání jakékoliv pevniny došla její posádka a cestující k strašlivému zjištění, že jsou zřejmě jedinými přeživšími lidmi na Zemi a že je očekává smrt hlady a žízní. V naprosto zoufalé situaci náhle objevili uprostřed Atlantského oceánu nový světadíl, který při kataklyzmatu vystoupil z moře. Po vylodění se lidé v krutém boji o přežití marně pokoušeli udržet alespoň vzpomínku na předcházející civilizaci. Nakonec upadli do barbarství a tak začalo první nehistorické období dějin kontinentu Mahart-Iten-Schu. Rukopis vysvětlil i záhadu jmen Hedom a Hiva. Šlo o během věků zkomolená jména Adam a Eva.

## Česká vydání
- Osudy Jana Morénasa, příloha Národní politiky Praha 1921, přeložil A. Muťovský.
- Den amerického novináře roku 2889, Onyx, Praha 1991, přeložil Vladimír Brett.
- Věčný Adam, Mustang, Plzeň 1993, přeložil Jan Pavlík.
- Pierre-Jean, Návrat, Brno 2006, přeložila Zuzana Dlabalová, jde o původní Vernův text obsažený ve svazku s názvem San Carlos.
- Včera a zítra, Návrat, Brno 2008, přeložil Jan Pavlík, znovu 2019.